# Hádegishnjúkur
Hádegishnjúkur är en bergstopp i republiken Island. Den ligger i regionen Norðurland vestra, 180 km nordost om huvudstaden Reykjavík. Toppen på Hádegishnjúkur är 674 meter över havet.
Trakten runt Hádegishnjúkur är nära nog obefolkad, med mindre än två invånare per kvadratkilometer. Närmaste större samhälle är Varmahlíð, omkring 11 kilometer nordost om Hádegishnjúkur. Trakten runt Hádegishnjúkur består i huvudsak av gräsmarker.